# Vindicators 3: The Return of Worldender
"Vindicators 3: The Return of Worldender" er den fjerde episode i den tredje sæson af Adult Swims tegnefilmserie Rick and Morty. Den er skrevet af Sarah Carbiener og Erica Rosbe, og instrueret af Bryan Newton, og den havde premiere på d. 13. august 2017.
Afsnittet er en parodi på superheltefilm, og Rick og Morty slutter sig til Vindicators på en mission for at overvinde Worldender. Men en fuld Rick besejrer Worldender og stiller udfordringer til Vindicators, som de skal på den næste dag, men han har fuldstændigt glemt dette næste moorgen. Afsnittet blev godt modtaget og blev set af omkring 2,66 mio. personer, da det blev sendt første gang.